# Bêta-Naphtylamine
Pour les articles homonymes, voir Naphtylamine.
La β-naphtylamine ou 2-naphtylamine est une amine aromatique. Elle est utilisée pour fabriquer des colorants azoïques comme le rouge lithol. Elle est répertoriée comme cancérogène pour l'homme et a été en grande partie remplacée par des substances moins toxiques.
La β-naphtylamine est préparée par chauffage du β-naphtol avec l'ammonium et le chlorure de zinc de 200 à 210 °C, ou sous la forme de son dérivé acétylé par chauffage de naphtol-2 et d'acétate d’ammonium de 270 à 280 °C. Il se forme des plaques inodores et incolores qui fondent de 111 à 112 °C.
Elle n’est pas colorée par le chlorure ferrique.
Après réduction par le sodium en ébullition dans une solution d’alcool amylique, il se forme de la tétrahydro-3-naphtylamine alicyclique, qui possède la plupart des propriétés des amines aliphatiques, elle réagit comme un alcalin fort, possède une odeur ammoniacale et ne peut être diazotée.
Par oxydation, elle forme l'acide o-carboxy-hydrocinnamique, HO2C-C6H4-CH2-CH2-CO2H.
On connaît de nombreux dérivés sulfoniques de la β-naphtylamine. Parmi ceux-ci, l'acide δ et l'acide δ de Bronner sont techniquement les plus intéressants lorsqu'ils se combinent avec l'o-tétrazoditolyl pour produire un colorant rouge éclatant.

## Effets sur la santé
La β-naphtylamine est retrouvée dans la fumée de cigarette et soupçonnée de contribuer au développement du cancer de la vessie.